# Dierżawinsk
Dierżawinsk (kaz. i ros.: Державинск) – miasto w północnym Kazachstanie, w obwodzie akmolskim, nad rzeką Iszym, siedziba administracyjna rejonu Żarkajyng. Na początku 2021 roku liczyło 5 804 mieszkańców. Ośrodek przemysłu olejarskiego.
Miejscowość otrzymała prawa miejskie w 1966 roku.